# Biagio Meccariello
Biagio Meccariello (Benevento, 27 marzo 1991) è un calciatore italiano, difensore del Benevento.

## Biografia
È nato a Benevento da genitori originari di Luzzano di Moiano e Airola.

## Caratteristiche tecniche
Gioca come difensore centrale, anche se ad inizio carriera nelle giovanili giocava saltuariamente anche centrocampista. Sotto la guida di Fabio Liverani, al Lecce, nel 2019-2020 è stato adattato spesso nella posizione di terzino destro.

## Carriera

### Club

#### Gli inizi
Cresciuto calcisticamente nel Real Airola e nell'Alba Sannio, debutta nel 2007-2008 con la Viribus Unitis, in Serie D, collezionando, nonostante la giovanissima età, 24 presenze e andando in rete anche in 2 occasioni. Per la stagione successiva viene ceduto al Pomigliano, squadra della medesima categoria, in cui realizza 3 reti in 33 partite.
Nella stagione 2009-2010, diciottenne, fa ritorno in Serie D con la Viribus Unitis, con cui segna un gol in sole 19 partite giocate, a causa di un infortunio al tallone. Nella stagione successiva segna, invece, 2 gol in 24 presenze, sempre in Serie D. 
Esordisce tra i professionisti con la maglia dell'Andria che lo acquista per 50.000 euro nella stagione 2011-2012. Colleziona 26 presenze e 2 reti in Lega Pro Prima Divisione.

#### Ternana

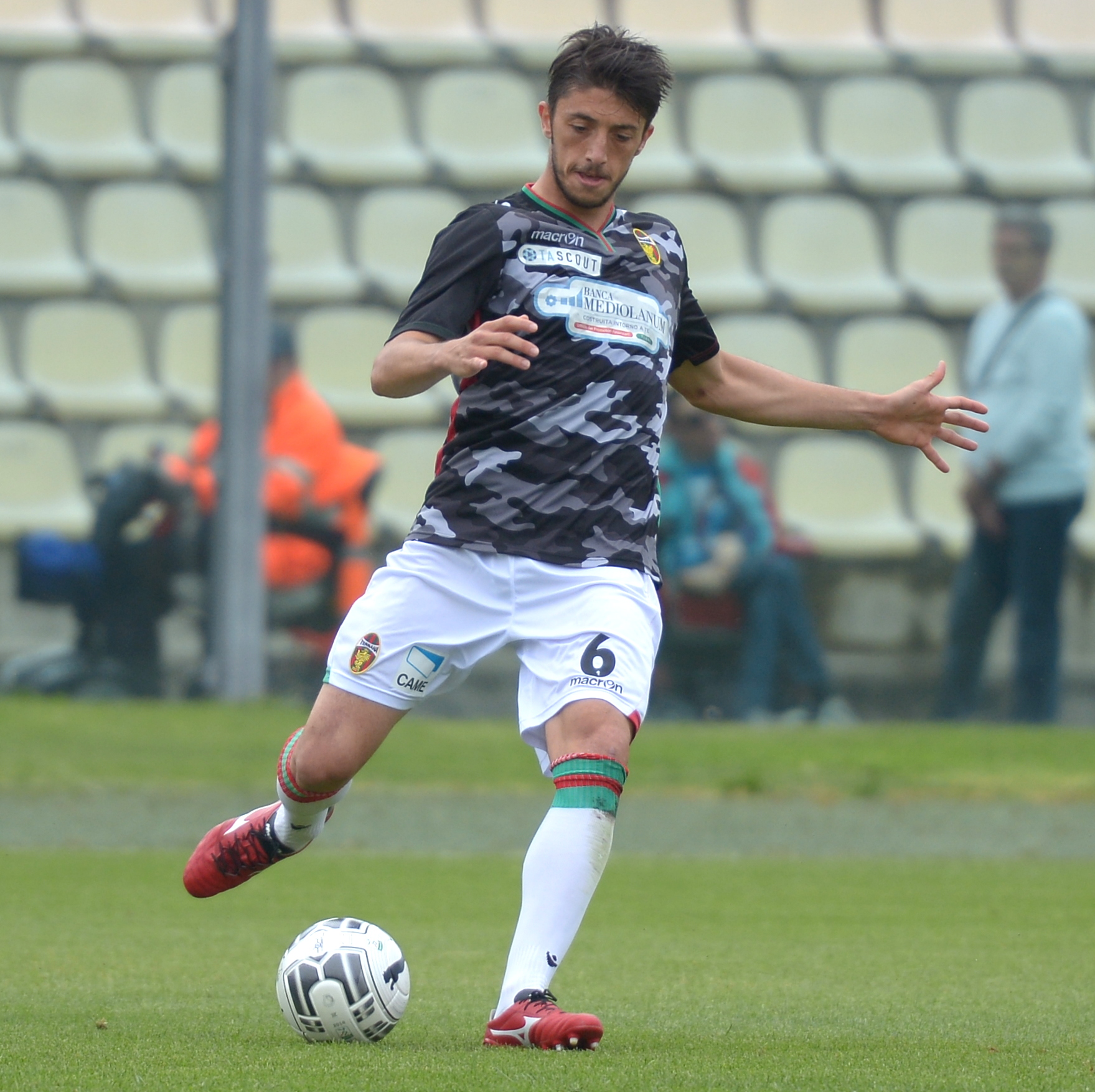
Meccariello nel 2015 in azione con la maglia della Ternana

Nella stagione 2012-2013 esordisce in Serie B con la maglia della Ternana che lo acquista per 200.000 euro facendogli firmare un contratto triennale. In Umbria gioca 12 partite soltanto visto che nel corso della stagione salta un numero notevole di incontri a causa di un infortunio ai legamenti del ginocchio. L'anno seguente gioca 17 partite in serie cadetta e rimane alla Ternana anche per la stagione 2014-2015 dove disputa 30 presenze, a fine campionato si piazza 6º nella Top 15 dei difensori di Serie B secondo una classifica stilata dalla Lega Serie B.
A fine anno rimane svincolato ma il 3 luglio torna in rossoverde nuovamente, firmando un contratto triennale. Segna la sua prima rete con la casacca rossoverde il 13 febbraio 2016, realizzando il terzo gol nella partita che finirà con il punteggio di 4-0 contro la Salernitana. Si ripete una settimana più tardi siglando il gol del momentaneo 0-2 nella gara contro il Novara. Conclude la stagione con 2 gol in 28 partite.
La stagione successiva è capitano della squadra rossoverde che porta ad una disperata salvata nell'ultima giornata, conclude la stagione con 34 presenze e 3 reti.

#### Brescia
Il 17 agosto 2017 in contrasto con l'allenatore Sandro Pochesci decide di lasciare la Ternana per passare al Brescia, che versa nelle casse rossoverdi 250.000 euro e il giorno dopo firma il contratto che lo lega alle rondinelle per le successive tre stagioni, con opzione per la quarta in caso di promozione in Serie A. Nella prima stagione con i lombardi colleziona 21 presenze in campionato e contribuisce alla salvezza della squadra, sebbene salti diverse partite per un ulteriore infortunio al ginocchio (lesione del menisco esterno).

#### Lecce
Il 17 agosto 2018, dopo aver disputato una partita di Coppa Italia 2018-2019 con il Brescia, è ceduto in prestito annuale al Lecce neopromosso in Serie B. Con i salentini disputa 33 partite di campionato, ottenendo la promozione in Serie A con il club giallorosso, che ne riscatta la proprietà alla fine della stagione per 300.000 euro. Esordisce in massima serie il 20 ottobre 2019 nella partita pareggiata dal Lecce in casa del Milan (2-2), giocando tutta la gara nel ruolo di terzino destro. Durante la stagione, terminata con la retrocessione in Serie B, gioca, anche a causa di alcuni infortuni, solo 14 partite e realizza una rete all'ultima giornata, in Lecce-Parma (3-4) del 2 agosto 2020. Con i giallorossi disputa successivamente un'altra stagione e mezza in Serie B.

#### SPAL
Il 6 gennaio 2022 si trasferisce a titolo definitivo alla SPAL per 700.000 euro. Il 29 ottobre dello stesso anno, nel corso della sua seconda stagione, segna la sua prima rete con gli estensi, quella del momentaneo vantaggio sul Südtirol, gara poi conclusa sull'1-1. 

#### Benevento
Il 1º agosto 2023, Meccariello passa a titolo definitivo al Benevento, in Serie C. Nella prima partita di campionato, in casa della Turris, il difensore riporta una lesione del legamento crociato del ginocchio, che lo costringe a un lungo periodo lontano dal campo.

### Nazionale
Nella stagione 2011-2012 ha giocato una partita con la nazionale Under-20 di Lega Pro.
Ha inoltre giocato anche una partita con la B Italia.
Nel giugno 2015 viene convocato dal tecnico Massimo Piscedda alle Universiadi in programma a luglio in Corea del Sud, vinte dagli azzurri per 3-0 in finale contro i padroni di casa sudcoreani. Nella partita d'esordio contro il Canada, vinta per 5-2, aveva messo a segno una doppietta.

## Statistiche

### Presenze e reti nei club
Statistiche aggiornate al 4 maggio 2025.
| Stagione              | Squadra               | Campionato            | Campionato | Campionato | Coppe nazionali | Coppe nazionali | Coppe nazionali | Coppe continentali | Coppe continentali | Coppe continentali | Altre coppe | Altre coppe | Altre coppe | Totale | Totale |
| Stagione              | Squadra               | Comp                  | Pres       | Reti       | Comp            | Pres            | Reti            | Comp               | Pres               | Reti               | Comp        | Pres        | Reti        | Pres   | Reti   |
| --------------------- | --------------------- | --------------------- | ---------- | ---------- | --------------- | --------------- | --------------- | ------------------ | ------------------ | ------------------ | ----------- | ----------- | ----------- | ------ | ------ |
| 2007-2008             | Viribus Unitis        | D                     | 24         | 2          | CI-D            | 0               | 0               | -                  | -                  | -                  | -           | -           | -           | 24     | 2      |
| 2008-2009             | Pomigliano            | D                     | 33         | 3          | CI-D            | 0               | 0               | -                  | -                  | -                  | -           | -           | -           | 33     | 3      |
| 2009-2010             | Viribus Unitis        | D                     | 19         | 1          | CI-D            | 1               | 0               | -                  | -                  | -                  | -           | -           | -           | 20     | 1      |
| 2010-2011             | Viribus Unitis        | D                     | 24         | 2          | CI-D            | 4               | 1               | -                  | -                  | -                  | -           | -           | -           | 28     | 3      |
| Totale Viribus Unitis | Totale Viribus Unitis | Totale Viribus Unitis | 67         | 5          |                 | 5               | 1               |                    | -                  | -                  |             | -           | -           | 72     | 6      |
| 2011-2012             | Fidelis Andria        | 1D                    | 26         | 2          | CI-LP           | 6               | 0               | -                  | -                  | -                  | -           | -           | -           | 32     | 2      |
| 2012-2013             | Ternana               | B                     | 12         | 0          | CI              | 0               | 0               | -                  | -                  | -                  | -           | -           | -           | 12     | 0      |
| 2013-2014             | Ternana               | B                     | 17         | 0          | CI              | 1               | 0               | -                  | -                  | -                  | -           | -           | -           | 18     | 0      |
| 2014-2015             | Ternana               | B                     | 30         | 0          | CI              | 0               | 0               | -                  | -                  | -                  | -           | -           | -           | 30     | 0      |
| 2015-2016             | Ternana               | B                     | 28         | 2          | CI              | 2               | 0               | -                  | -                  | -                  | -           | -           | -           | 30     | 2      |
| 2016-2017             | Ternana               | B                     | 34         | 3          | CI              | 1               | 0               | -                  | -                  | -                  | -           | -           | -           | 34     | 3      |
| Totale Ternana        | Totale Ternana        | Totale Ternana        | 121        | 5          |                 | 4               | 0               |                    | -                  | -                  |             | -           | -           | 125    | 5      |
| 2017-2018             | Brescia               | B                     | 21         | 0          | CI              | 1               | 0               | -                  | -                  | -                  | -           | -           | -           | 22     | 0      |
| 2018-2019             | Lecce                 | B                     | 33         | 0          | CI              | 0               | 0               | -                  | -                  | -                  | -           | -           | -           | 33     | 0      |
| 2019-2020             | Lecce                 | A                     | 14         | 1          | CI              | -               | -               | -                  | -                  | -                  | -           | -           | -           | 14     | 1      |
| 2020-2021             | Lecce                 | B                     | 32         | 1          | CI              | 1               | 0               | -                  | -                  | -                  | -           | -           | -           | 33     | 1      |
| 2021-gen. 2022        | Lecce                 | B                     | 8          | 0          | CI              | 1               | 0               | -                  | -                  | -                  | -           | -           | -           | 9      | 0      |
| Totale Lecce          | Totale Lecce          | Totale Lecce          | 87         | 2          |                 | 2               | 0               |                    | -                  | -                  |             | -           | -           | 89     | 2      |
| gen.-giu. 2022        | SPAL                  | B                     | 15         | 0          | CI              | -               | -               | -                  | -                  | -                  | -           | -           | -           | 15     | 0      |
| 2022-2023             | SPAL                  | B                     | 35         | 2          | CI              | 1               | 0               | -                  | -                  | -                  | -           | -           | -           | 36     | 2      |
| Totale SPAL           | Totale SPAL           | Totale SPAL           | 50         | 2          |                 | 1               | 0               |                    | -                  | -                  |             | -           | -           | 51     | 2      |
| 2023-2024             | Benevento             | C                     | 1+5        | 0          | CI-C            | 0               | 0               | -                  | -                  | -                  | -           | -           | -           | 6      | 0      |
| 2024-2025             | Benevento             | C                     | 3          | 0          | CI-C            | 2               | 0               | -                  | -                  | -                  | -           | -           | -           | 5      | 0      |
| Totale Benevento      | Totale Benevento      | Totale Benevento      | 4+5        | 0          |                 | 2               | 0               |                    | -                  | -                  |             | -           | -           | 11     | 0      |
| Totale carriera       | Totale carriera       | Totale carriera       | 410+5      | 19         |                 | 21              | 1               |                    | -                  | -                  |             | -           | -           | 435    | 20     |

## Palmarès

### Nazionale
- Universiade: 1

2015